# Robergea
Robergea is een geslacht in de familie Stictidaceae. De typesoort is Robergea unica.

## Soorten
Volgens Index Fungorum telt dit geslacht drie soorten (peildatum december 2023):
| Soortnaam            | Auteur(s)           | Publicatiejaar |
| -------------------- | ------------------- | -------------- |
| Robergea cubicularis | (Fr.) Bres.         | 1890           |
| Robergea pupula      | (Tuck.) R.C. Harris | 1975           |
| Robergea unica       | Desm.               | 1847           |